# Pesta negra en la cultura medieval

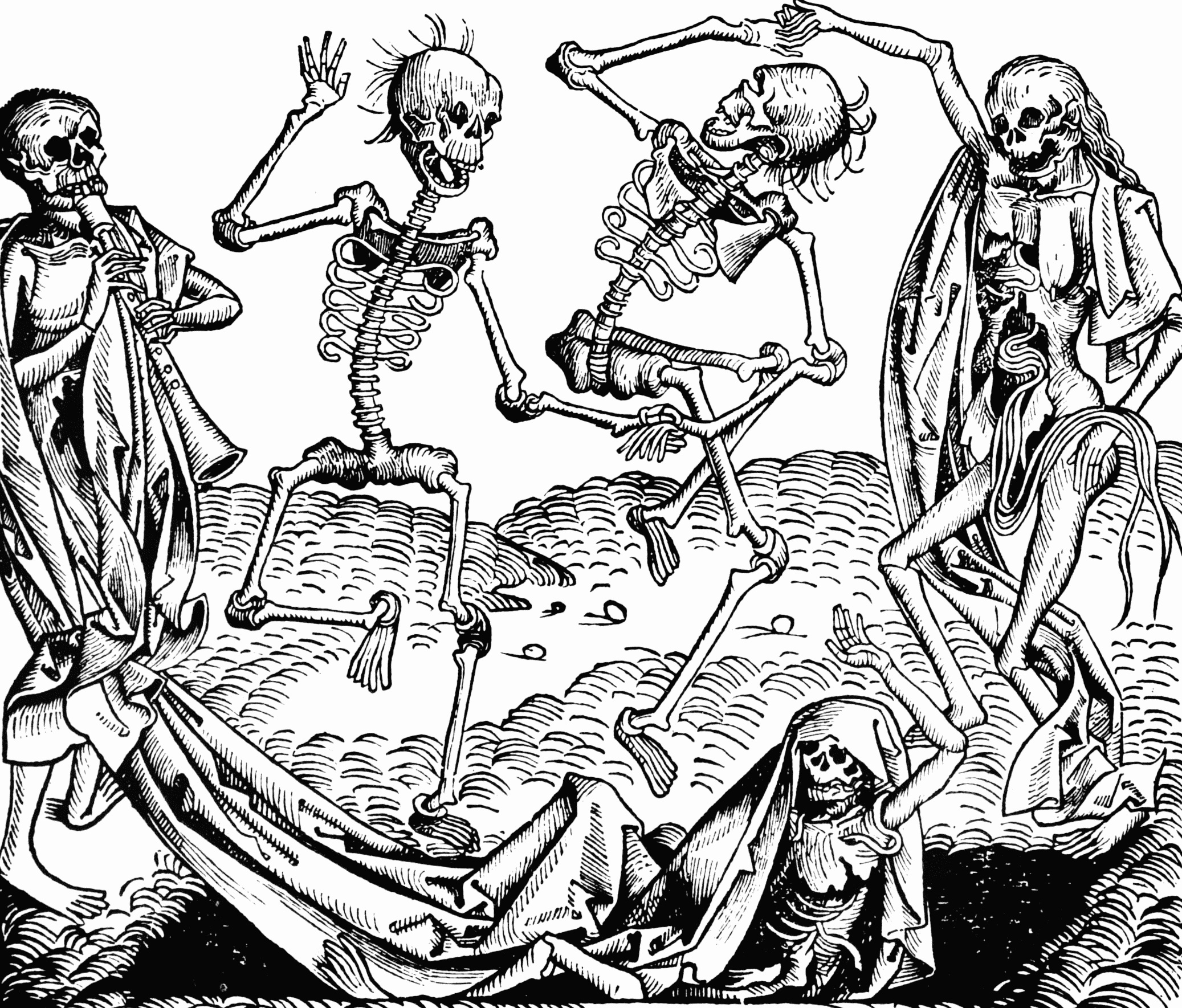
Inspirat en la mort negra, La dansa de la mort és una al·legoria sobre la universalitat de la mort i un motiu de pintura comú en l'època medieval tardana.

La pesta negra en la cultura medieval inclou l'impacte de la pesta negra (1347-1350) en l'art i la literatura al llarg de la generació de l'època medieval que la va experimentar.
Els historiadors sovint consideren les cròniques contemporànies d'aquell temps com els retrats més realistes de la Pesta Negra, els efectes d'una experiència compartida a gran escala sobre la població d'Europa van influir en la poesia, la prosa, les obres escèniques, la música i les obres d'art al llarg del període, com es demostra en escriptors com Chaucer, Boccaccio i Petrarca, i artistes com Holbein.

## Cròniques

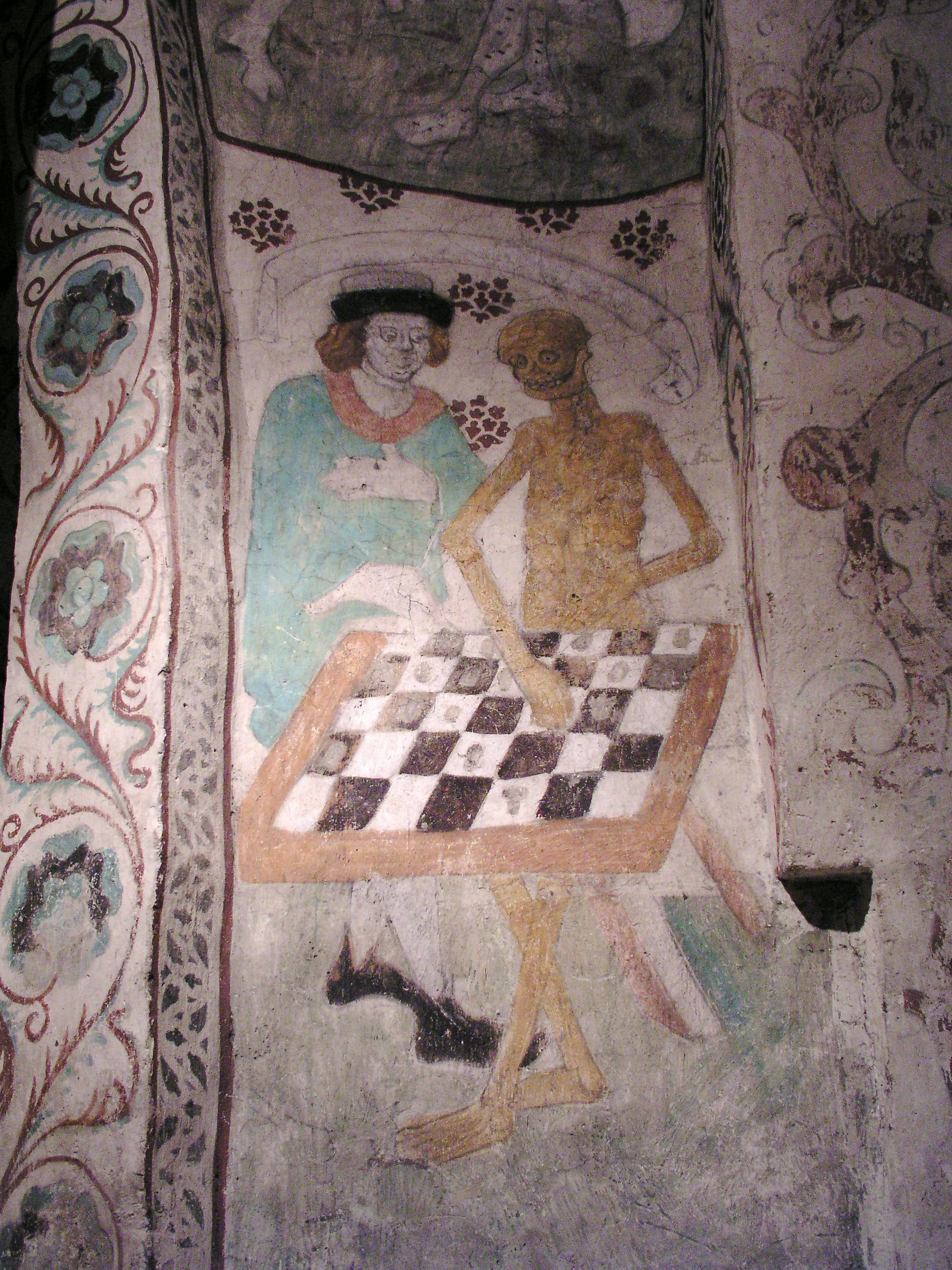
Home jugant a escacs amb la mort al c. 1480 mural d'Albertus Pictor a l'església de Täby a Suècia

Gran part de les manifestacions més usades de la mort negra en literatura, per als historiadors, prové dels relats dels seus cronistes; els comptes contemporanis solen ser l'única manera real d'obtenir una idea de l'horror de viure a través d'un desastre a una escala d'aquest tipus. Alguns d'aquests cronistes van ser escriptors, filòsofs i governants famosos (com Boccaccio i Petrarca). Els seus escrits, però, no van arribar a la majoria de la població europea. Per exemple, l'obra de Petrarca va ser llegida principalment per nobles rics i comerciants d'estats de ciutats italians. Va escriure centenars de cartes i de poesia vernacla de gran distinció i va transmetre a les generacions posteriors una interpretació revisada de l'amor cortès. Hi va haver, però, un trobador, que va escriure amb estil a la lírica molt de moda, que estava actiu el 1348 Peire Lunel de Montech va compondre els tristos sirventes "Meravilhar no·s devo pas las gens" durant l'època de més impacte de la pesta a Tolosa.
Tot i que els romanços van seguir sent populars durant tot el període, la tradició cortesana va començar a enfrontar-se a una competència creixent d'escriptors corrents que es van implicar en la producció de literatura realista escandalosa, inspirada en les seves experiències de la Mort negra. Es tractava d'un fenomen nou, fet possible per l'educació i la literatura vernaculars, així com l'estudi de l'antiguitat llatina i clàssica, van aflorar àmpliament, fent que la paraula escrita es mantingués més accessible durant el segle XIV. Per exemple, Agnolo di Tura, de Siena, registrà la seva experiència: 
L'escena que Tura descriu es repeteix una vegada i una altra a tot Europa. A Sicília, Gabriele de 'Mussi, notari, explicà la primera difusió des de Crimea:

El frare John Clyn va ser testimoni dels seus efectes a Leinster, després de la seva propagació a Irlanda l'agost de 1348:
| « | Aquesta malaltia va despullar completament els homes de vil·les, ciutats, castells i pobles d'habitants, de manera que gairebé ningú no hi podria viure. La plaga era tan contagiosa que milers de persones que tocaven els morts o fins i tot els malalts es van infectar i van morir immediatament, i aquell que confessava i el confessor eren junts conduïts a la tomba ... molts van morir per carbuncles i per úlceres i pústoles canyelles i sota les aixelles; alguns van morir, com si estiguessin frenesí, per un dolor al cap, altres per escopir sang ... Al convent de menors de Drogheda, vint-i-cinc, i a Dublín en el mateix ordre, vint tres van morir ... Aquestes ciutats de Dublín i Drogheda van ser gairebé destruïdes i desaprofitades d'habitants i homes, de manera que només a Dublín, des de principis d'agost fins a Nadal, van morir catorze mil homes ... La pestilència va agafar força a Kilkenny durant la quaresma, ja que entre el dia de Nadal i el 6 de març van morir vuit predicadors de frares. Amb prou feines hi havia una casa en què només en moria una, però normalment els homes i les dones amb els seus fills i la seva família anaven per un camí, és a dir, creuar fins a la mort ". | » |

## En literatura
A més d'aquests relats personals, moltes presentacions de la Pesta Negra han entrat en la consciència general com una gran literatura. Per exemple, les principals obres de Boccaccio (El Decameró), Petrarca, Geoffrey Chaucer (Els contes de Canterbury) i William Langland (Piers Plowman), que tots parlen de la Pesta Negra, són generalment reconegudes com algunes de les millors obres de la seva època.
La Danse Macabre, o la dansa de la mort, era una al·legoria contemporània, expressada com a art, drama i obra impresa. El seu tema era la universalitat de la mort, que expressava la saviesa comuna de l'època: que, independentment de l'estació de la vida, el ball de la mort unia tots. Consisteix en la mort personificada que condueix fins a la tomba una fila de figures balladores de tots els àmbits de la vida, normalment amb un emperador, rei, papa, monjo, jove, bella noia, tot en estat esquelètic. Es van produir sota l'impacte de la Pesta Negra, recordant a la gent com eren de fràgils les seves vides i la vanitat de les glòries de la vida terrenal. L'exemple artístic més antic és del cementiri amb frescos de l'església dels Sants Innocents de París (1424). També hi ha obres de Konrad Witz a Basilea (1440), Bernt Notke a Lübeck (1463) i xilografies de Hans Holbein el Jove (1538). Israil Bercovici afirma que Danse Macabre es va originar entre els jueus sefardites de l'Espanya del segle xiv (Bercovici, 1992, p. 27).

El poema "The Rattle Bag" del poeta gal·lès Dafydd ap Gwilym (1315–1350 o 1340–1370) té molts elements que suggereixen que va ser escrit com a reflex de les dificultats que va suportar durant la Pesta Negra. També reflecteix la seva creença personal que la Pesta Negra era el final de la humanitat, l'Apocalipsi, tal com suggereixen les seves múltiples referències bíbliques, en particular els esdeveniments descrits al Llibre de l'Apocalipsi.
Adieu, farewell earths blisse,

This world uncertaine is,

Fond are lifes lustful joyes,

Death proves them all but toyes,

None from his darts can flye;

I am sick, I must dye:

Lord, have mercy on us.
Thomas Nashe va escriure un sonet sobre la plaga titulat "Una lletania en temps de pesta" que formava part de la seva obra L'últim testament i testament de l'estiu (1592). I va fer visites al camp per allunyar-se de Londres per por de la pesta.
 Rich men, trust not in wealth,

 Gold cannot buy you health;

 Physic himself must fade.

 All things to end are made,

 The plague full swift goes by;

 I am sick, I must die.

   Lord, have mercy on us!

 Beauty is but a flower

 Which wrinkles will devour;

 Brightness falls from the air;

 Queens have died young and fair;

 Dust hath closed Helen's eye.

 I am sick, I must die.

   Lord, have mercy on us!

## Influència en el folklore europeu
La Pesta Negra va entrar ràpidament en el folklore comú a molts països europeus. Al nord d'Europa, la plaga es va personificar com una dona vella i doblegada coberta i encaputxada de negre, que portava una escombra i un rasclet. Els noruecs van dir que si feia servir el rasclet, algunes de les poblacions implicades podrien sobreviure escapant-se de les dents del rasclet. D'altra banda, si feia servir l'escombra, tota la població de la zona estaria condemnada. El concepte de Plague-hag, o Pesta, va ser dibuixat vivament pel pintor Theodor Kittelsen.
Les dones durant i després de la Pesta Negra també es van beneficiar de la creixent importància de la literatura vernacla perquè es va disposar d'un fòrum cultural més ampli que anteriorment havia estat restringit als homes per l'església llatina. Així, van començar a escriure i fomentar mitjançant el mecenatge els escrits i les traduccions d'altres persones. Per exemple, a França, Christine de Pizan (1364-1430) es va convertir en la primera dona a Europa que es va mantenir econòmicament escrivint. Va escriure en moltes formes literàries diferents, com ara una autobiografia i llibres de consells morals per a homes i dones, així com poesia sobre una àmplia gamma de temes. En el seu tractat La carta al déu de l'amor, va respondre als escrits misògins de Jean de Meun trobats a la seva conclusió de Romanç de la rosa. El seu tractat va marcar la primera instància de la història europea en què una dona va poder respondre a aquestes diatribes per escrit. També va conduir a un debat entre els simpatitzants de Meun i Pizan que va durar fins al segle xvi.

## Celebracions
Algunes comunitats farien balls o altres celebracions, ja sigui per animar la gent en moments difícils o en un intent supersticiós d'allunyar la malaltia. Segons la tradició de Múnic, aquests inclouen el Schäfflertanz (ball de fabricants de barrils, que data del 1517) i el Metzgersprung (salt de carnisser), que encara es realitzen allà i en altres ciutats.